# Guča
Guča (kyrillisk: Гуча) er en lille by i Opština Lučani i Moravički okrug i Serbien. Byen består af en befolkning på 2.022 indbyggere, og ligger en tre-timers busrejse væk fra hovedstaden Beograd. Byen er kendt for den årlige Guča Trompetfestival, hvor byen vokser med adskillige hundredtusinde festivalgæster hvert år.